# Lidija Sotlar
Lidija Sotlar (r. Lipovž), slovenska balerina in pedagoginja, * 12. junij 1929, Kruševac, Kraljevina SHS, † 16. oktober 2018.
Je prva slovenska profesionalna plesalka, ki se je izšolala v slovenski baletni šoli. Delovala je v SNG Opera in balet Ljubljana, leto dni je bila angažirana v Splitu. 
Bila je soproga slovenskega gledališkega in filmskega igralca Berta Sotlarja. 

## Odlikovanja in nagrade
Leta 1999 je prejela častni znak svobode Republike Slovenije z naslednjo utemeljitvijo: »ob osemdesetletnici slovenskega baleta za umetniške dosežke in druge zasluge na tem področju«.
Leta 2008 ji je Mestna občina Ljubljana podelila Župančičevo nagrado za življenjsko delo.